# Помощник старшего инженер-механика
Помощник старшего инженер-механика
Помощник старшего инженер-механика — должностное звание в 1886—1905 годах на русском императорском флоте, соответствовало 9-му классу Табели о рангах.

## История
Звание было введено в 1886 году Указом императора Александра III при реорганизации Корпуса корабельных инженеров. В соответствии с Положением о корабельных инженерах и инженер-механиках флота звание «помощник старшего инженер-механика» было введено взамен звания штабс-капитана (лейтенанта) Корпуса инженер-механиков флота. В это звание переаттестовывались также и поручики Корпуса.
К категории помощник старшего инженер-механика относилось 9 береговых должностей:
 — Младшие производители учёта Морского технического комитета (две должности)
 — Помощник портового механика в Кронштадтском порту, заведующий механизмами нового адмиралтейства
 — Инженер-механик для проверки сметы на Кронштадтском пароходном заводе
 — Портовый инженер механик, заведующий всеми береговыми механизмами в Санкт-Петербургском порту
 — Техник для дачи нарядов в Санкт-Петербургском порту
 — Мастера мастерских: токарно-литейной в новом адмиралтействе и судостроения на Галерном островке того же порта (две должности)
 — Портовый инженер механик в Севастопольском порту.
а также вводилось 109 судовых должностей на кораблях военно-морского флота.
Звание относилось к 9-му классу Табели о рангах. Вышестоящим для него было звание старшего инженер-механика, нижестоящим — младший инженер-механик.
Для данного звания было установлено титулование «ваше благородие», по нему жаловалось личное дворянство. Оно предназначалось для помощников старших механиков кораблей 1-го ранга (вторых механиков и помощников командира по механической части).
Для производства в данное звание помимо выслуги определённого ценза младший инженер-механик должен был прослужить определённое количество месяцев «в кампании», то есть в плаваниях. Для получения звания помощника старшего инженер-механика младший инженер-механик обязан был прослужить в этом звании не менее 4 лет и совершить в течение этого времени 12 месяцев внутреннего плавания или 24 месяца заграничного плавания.
Отставленные от должностей инженер-механики, не состоявшие уже на штатных должностях во флоте, могли до двух лет числиться «по корпусу», проходя при этом службу в других ведомствах, на коммерческих судах, или управляя частными мореходными предприятиями, после чего увольнялись в отставку или в запас.
Имевшие выслугу «в кампании» свыше ста двадцати, но менее ста восьмидесяти месяцев при увольнении получали, независимо от пенсии, ежегодный пенсион в размере половины оклада жалованья по 1-му разряду I-й табели «Положения о денежном довольствии офицерских и классных чинов флота», а прослужившие в плавании свыше ста восьмидесяти месяцев получали две трети оклада.
Помощники старшего инженер-механика могли служить на действительной службе до достижения предельного возраста — 47 лет.
В 1905 году особые звания Корпуса были упразднены, а инженер-механики приравнены к прочим офицерам флота, служившим «по Адмиралтейству», как это было до 1874 года. Помощники старших инженер-механиков переаттестовывались как в штабс-капитаны, так и в капитаны корпуса инженер-механиков флота, то есть с повышением до 8-го класса Табели о рангах.
В 1913 году с переводом корпуса на звания, приближённые к званиям корабельного состава, это звание было упразднено, а помощники старшего инженер-механика были переаттестованы в инженер-механик-капитан.